# Eleições estaduais no Amazonas em 1947
As eleições estaduais no Amazonas em 1947 ocorreram em 19 de janeiro como parte das eleições gerais no Distrito Federal, em 20 estados e nos territórios federais do Amapá, Rondônia e Roraima. Foram eleitos o governador Leopoldo Neves e o senador Severiano Nunes,além de dois deputados federais e trinta estaduais.
Nascido em Manaus o governador Leopoldo Neves diplomou-se em Agronomia pela Universidade Federal do Amazonas em 1921 e trabalhou no Departamento de Correios e Telégrafos, Serviço de Demarcação de Terras e Tesouro Nacional. Prefeito de Parintins por duas vezes entre as décadas de 1920 e 1930, foi deputado estadual pelo Amazonas até a extinção de seu mandato no Estado Novo. Nos últimos dias da Era Vargas filiou-se ao PTB e foi eleito deputado federal em 1945.
Para representar o estado no Senado Federal foi eleito Severiano Nunes. Natural de Manaus, ele é advogado pela Universidade Federal do Amazonas e trabalhou como procurador fiscal e inspetor federal do ensino secundário na capital amazonense. Promotor de justiça em Boa Vista e nas cidades amazonenses de Borba, Coari, Lábrea e Tefé, dirigiu a Instrução Pública, foi vice-presidente do Departamento Administrativo do Amazonas, secretário do Interior e Justiça e secretário-geral do estado no governo Álvaro Maia. Anteriormente apoiou a Revolução de 1930 e um ano depois assumiu a prefeitura de Itacoatiara. Em 1934 foi eleito deputado estadual até que o Estado Novo cassou-lhe o mandato. Filiado à UDN, obteve um mandato de deputado federal em 1945.

## Resultado da eleição para governador
Dados do Tribunal Superior Eleitoral apontam que houve 23.603 votos válidos (96,55%), 493 votos em branco (2,02%) e 350 votos nulos (1,43%) totalizando 24.446 eleitores.
| Candidatos a governador do estado | Candidatos a vice-governador | Número | Coligação           | Votação | Percentual |
| --------------------------------- | ---------------------------- | ------ | ------------------- | ------- | ---------- |
| Leopoldo Neves UDN                | Não havia -                  | -      | UDN, PTB, PCB       | 14.578  | 61,76%     |
| Rui Araújo PSD                    | Não havia -                  | -      | PSD (sem coligação) | 9.025   | 38,24%     |
| Fontes:                           |                              |        |                     |         |            |

## Resultado da eleição para senador
Com informações oriundas do Tribunal Superior Eleitoral.
| Candidatos a senador da República | Candidatos a suplente de senador | Número | Coligação           | Votação | Percentual |
| --------------------------------- | -------------------------------- | ------ | ------------------- | ------- | ---------- |
| Severiano Nunes UDN               | Ver abaixo -                     | -      | UDN, PTB, PCB       | 12.573  | 56,71%     |
| Cunha Melo PTB                    | Ver abaixo -                     | -      | PTB (sem coligação) | 9.597   | 43,29%     |
| Fontes:                           |                                  |        |                     |         |            |

## Resultado da eleição para suplente de senador
Com informações oriundas do Tribunal Superior Eleitoral.
| Candidatos a senador da República | Candidatos a suplente de senador | Número | Coligação           | Votação | Percentual |
| --------------------------------- | -------------------------------- | ------ | ------------------- | ------- | ---------- |
| Ver acima -                       | Raimundo Ribeiro UDN             | -      | UDN, PTB, PCB       | 10.053  | 51,27%     |
| Ver acima -                       | João Huascar de Figueiredo PTB   | -      | PTB (sem coligação) | 9.555   | 48,73%     |
| Fontes:                           |                                  |        |                     |         |            |

## Deputados federais eleitos
São relacionados os candidatos eleitos com informações complementares da Câmara dos Deputados.

Representação eleita
  PTB: 1
  UDN: 1

| Deputados federais eleitos | Partido | Votação | Percentual | Cidade onde nasceu | Unidade federativa |
| Vivaldo Lima               | PTB     | 6.660   | 27,24%     | Cachoeira          | Bahia              |
| Mourão Vieira              | UDN     | 5.792   | 23,69%     | Manaus             | Amazonas           |
| Fontes:                    |         |         |            |                    |                    |

## Deputados estaduais eleitos
Foram eleitos 30 deputados estaduais para a Assembleia Legislativa do Amazonas, os quais foram empossados em 8 de maio de 1947.

Representação eleita
  UDN: 15
  PSD: 9
  PTB: 5
  PTN: 1

| Deputados estaduais eleitos       | Partido | Votação | Percentual | Cidade onde nasceu       | Unidade federativa |
| José Francisco Monteiro Neto      | UDN     | 656     | 2,68%      | Manaus                   | Amazonas           |
| Jaime Araújo                      | UDN     | 612     | 2,50%      | Manaus                   | Amazonas           |
| Alexandre Montoril                | PSD     | 603     | 2,46%      | Assaré                   | Ceará              |
| Raimundo Nicolau da Silva         | PSD     | 569     | 2,32%      | Manaus                   | Amazonas           |
| Almeron Caminha Monteiro          | UDN     | 560     | 2,29%      | Manaus                   | Amazonas           |
| Josué de Souza                    | UDN     | 546     | 2,23%      | Itajaí                   | Santa Catarina     |
| Tomás Antônio da Silva Meirelles  | UDN     | 464     | 1,89%      | Parintins                | Amazonas           |
| João Fábio de Araújo              | PSD     | 463     | 1,89%      | Manacapuru               | Amazonas           |
| Homero de Miranda Leão            | UDN     | 460     | 1,88%      | Maués                    | Amazonas           |
| Danilo de Aguiar Correia          | PSD     | 375     | 1,53%      | Manaus                   | Amazonas           |
| Aderson Andrade de Menezes        | PSD     | 368     | 1,50%      | Coari                    | Amazonas           |
| Áureo Melo                        | PTB     | 368     | 1,50%      | Porto Velho              | Rondônia           |
| Plínio Coelho                     | PTB     | 365     | 1,49%      | Humaitá                  | Amazonas           |
| Valdemar Machado da Silva         | UDN     | 349     | 1,42%      | Tabatinga                | Amazonas           |
| Augusto Pessoa Montenegro         | PSD     | 340     | 1,39%      | Tefé                     | Amazonas           |
| Aristófano Anthony                | PTB     | 335     | 1,37%      | Manaus                   | Amazonas           |
| Abdul Sayol de Sá Peixoto         | UDN     | 325     | 1,32%      | Manicoré                 | Amazonas           |
| Artur Virgílio Filho              | PSD     | 314     | 1,28%      | Manaus                   | Amazonas           |
| João Veiga                        | PSD     | 312     | 1,27%      | Recife                   | Pernambuco         |
| José Negreiros Ferreira           | UDN     | 311     | 1,27%      | Humaitá                  | Amazonas           |
| José Henriques de Sousa Filho     | PSD     | 297     | 1,21%      | Iranduba                 | Amazonas           |
| José Francisco da Gama e Silva    | UDN     | 294     | 1,20%      | Lábrea                   | Amazonas           |
| Ney Rayol                         | UDN     | 285     | 1,16%      | Manaus                   | Amazonas           |
| Carlos Soares de Melo             | UDN     | 271     | 1,10%      | São Gabriel da Cachoeira | Amazonas           |
| Vicente de Mendonça Júnior        | PTN     | 266     | 1,08%      | Itacoatiara              | Amazonas           |
| José Carlos Nobre da Silva        | PTB     | 263     | 1,07%      | Benjamin Constant        | Amazonas           |
| Júlio Francisco de Carvalho Filho | UDN     | 253     | 1,03%      | Borba                    | Amazonas           |
| Francisco do Areal Souto          | UDN     | 250     | 1,02%      | Autazes                  | Amazonas           |
| Paulo Nery                        | UDN     | 249     | 1,01%      | Manaus                   | Amazonas           |
| Alfredo Eulipes Jackson Cabral    | PTB     | 239     | 0,97%      | São Paulo de Olivença    | Amazonas           |
| Fontes:                           |         |         |            |                          |                    |